# Marie Tannæs
Marie Katharine Helene Tannæs (Oslo, Noruega, 1854 – Copenhagem, Dinamarca, 1939) foi uma pintora norueguesa conhecida por suas pinturas de paisagens.

## Biografia
Tannæs nasceu no dia 19 de março de 1854, em Oslo. Ela estudou junto de Carl Schøyen, Christian Wexelsen, Christian Krohg, Hans Heyerdahl, Erik Werenskiold e Pierre Puvis de Chavannes. Ela frequentou a Académie Colarossi em Paris entre 1888 e 1889.
Tannæs expôs com frequência no Høstutstillingen. Ela expôs seu trabalho no Palácio de Belas Artes na Exposição Universal de 1893 em Chicago, Illinois. Tannæs recebeu uma menção honrosa na Exposição Universal de 1889, uma medalha de bronze na Exposição Universal de 1900, ambas em Paris, e uma medalha de prata na Exposição Universal de 1915 em San Francisco, em 1915.
Tannæs morreu em 20 de fevereiro de 1939, em Copenhagen, Dinamarca.

## Galeria

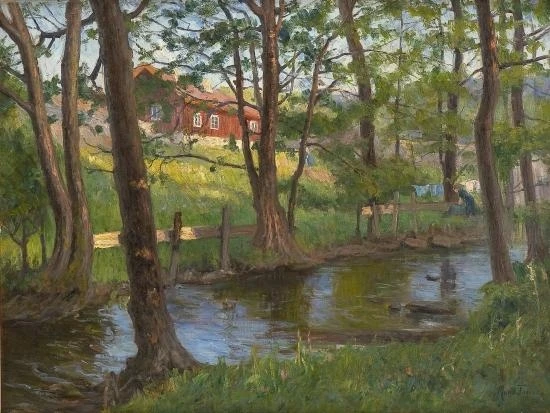
Lavando roupas
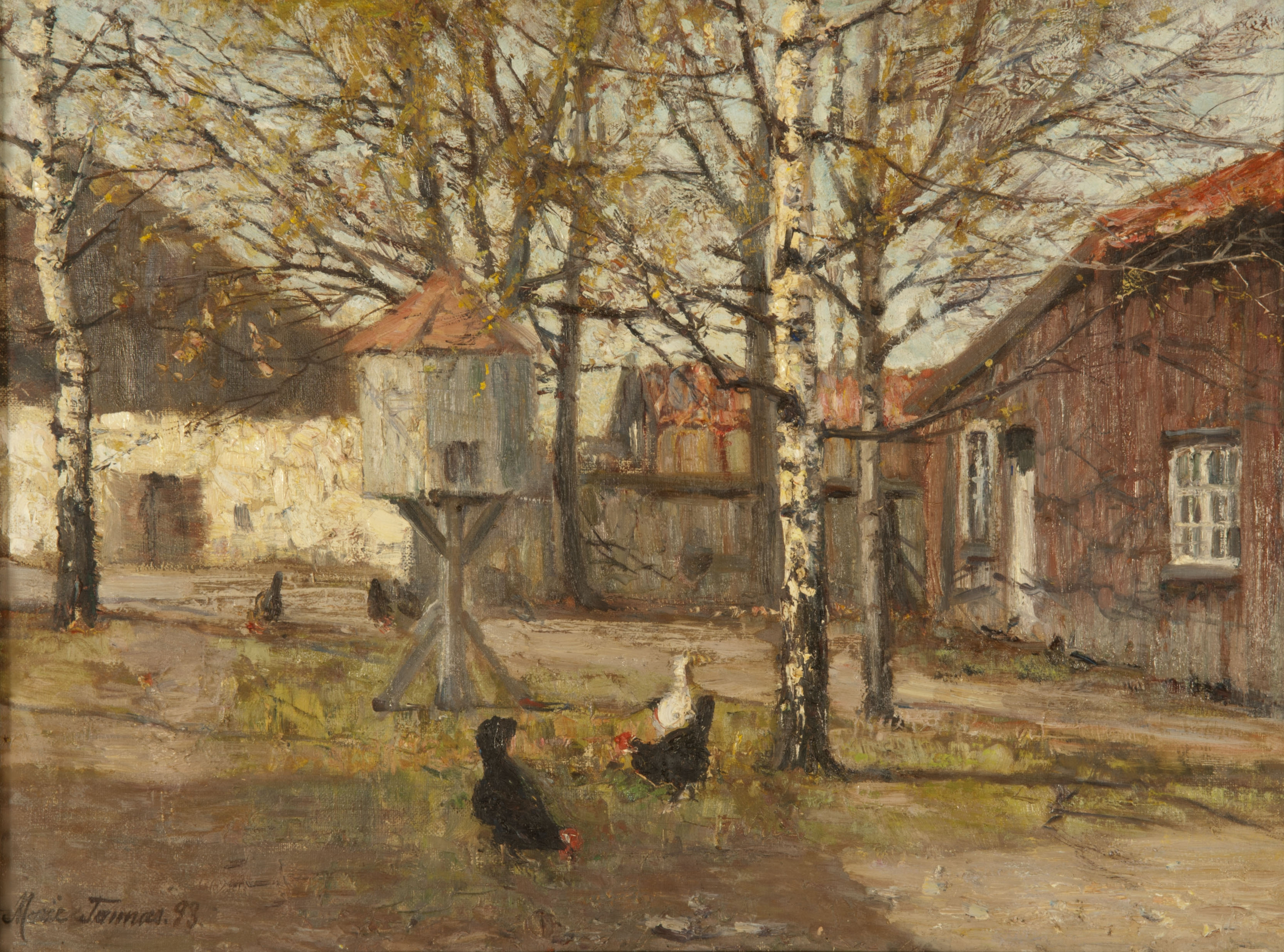
Gårdsinteriør (Vøienvolden), 1893, Museu de Arte de Stavanger
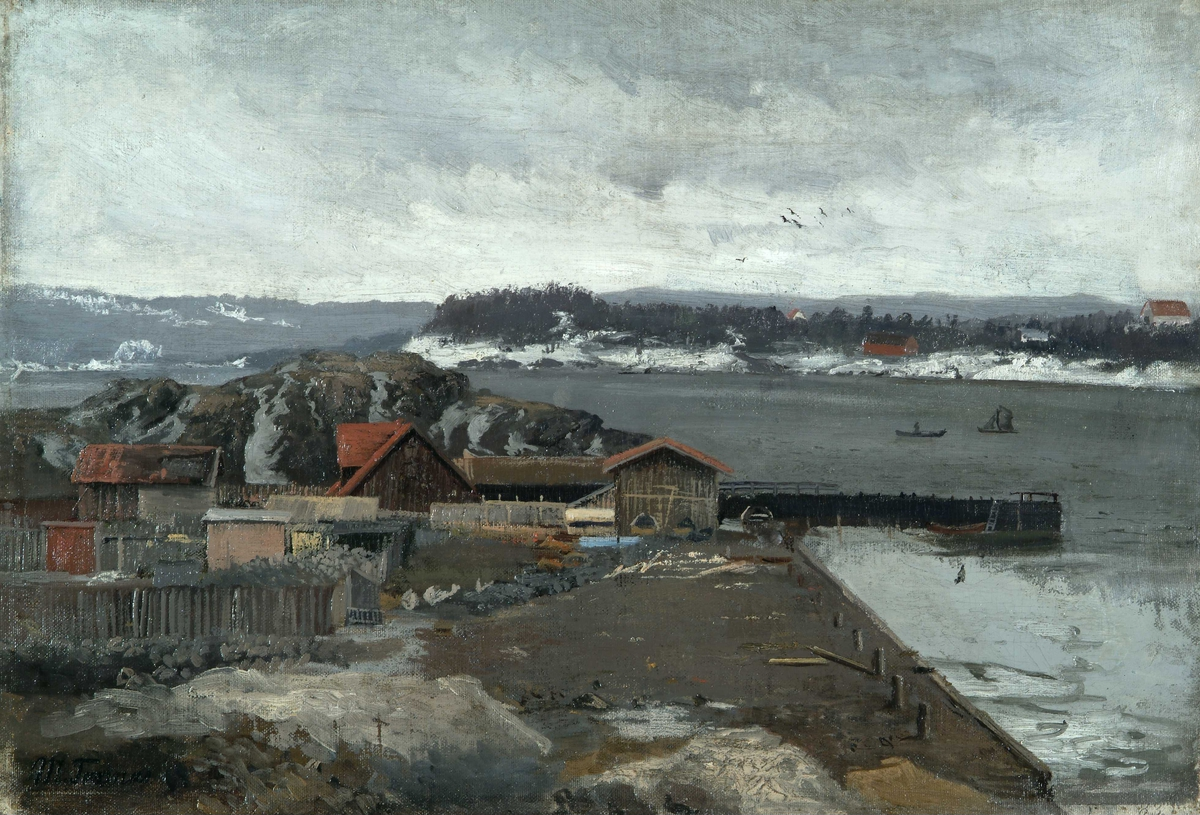
Tyveholmen, 1883, Museu de Oslo
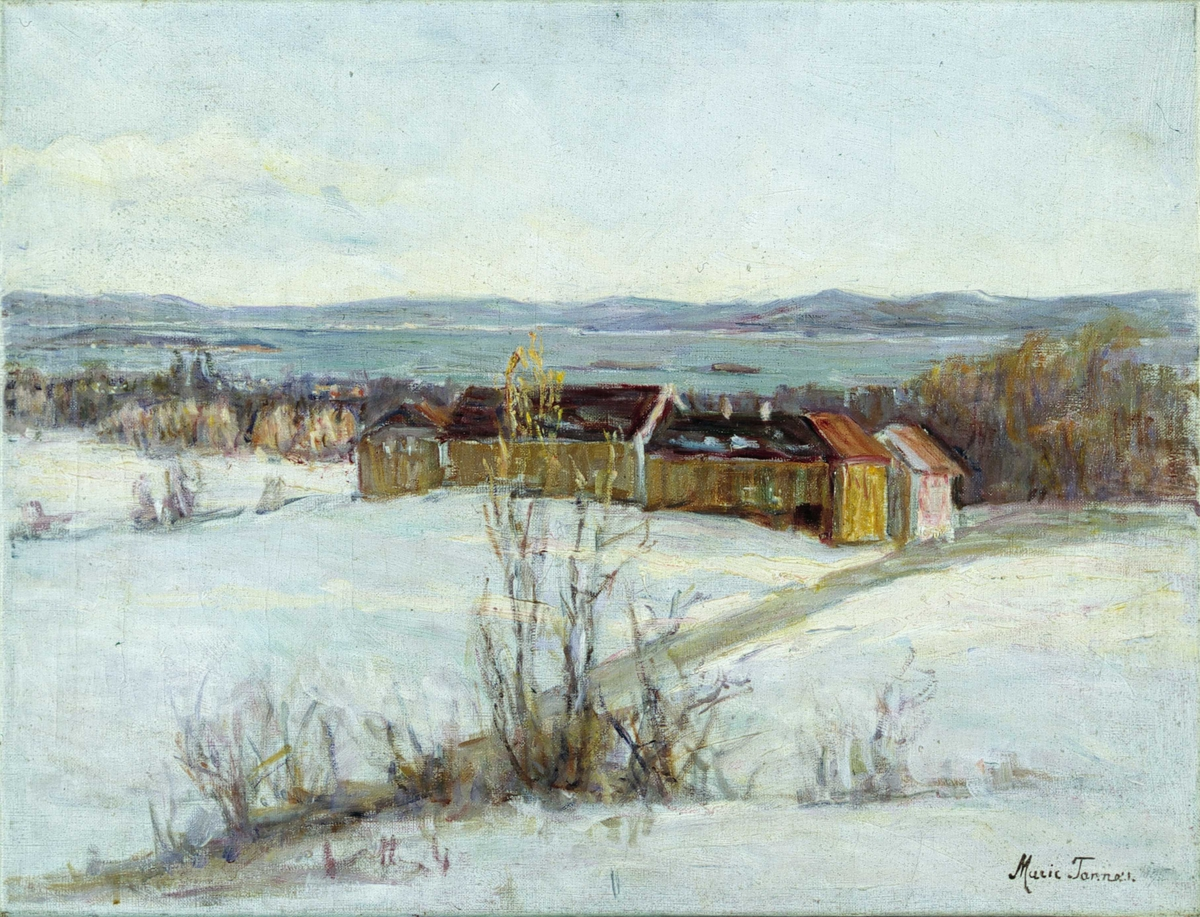
Borgen Gård, Vestre Aker, 1895, Museu de Oslo
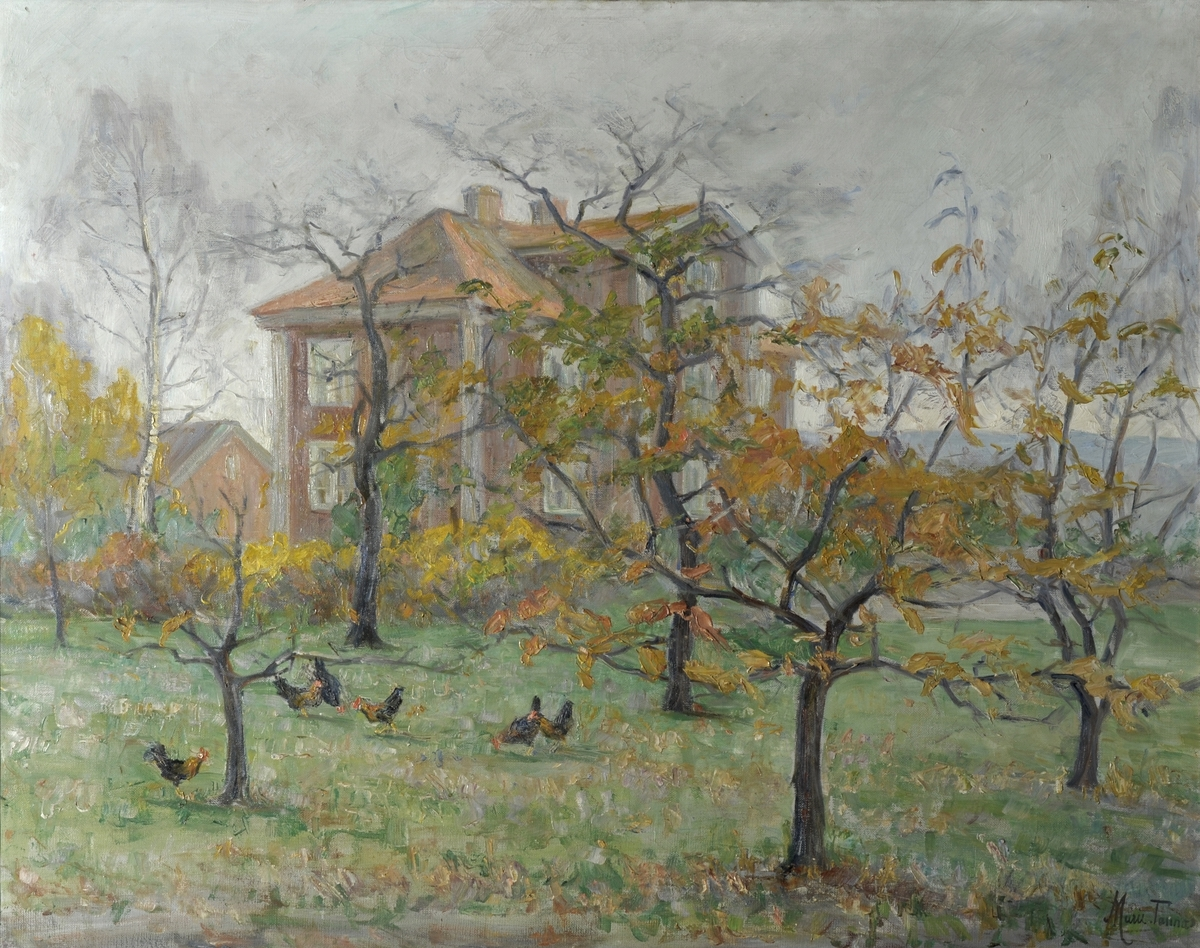
Brochmannshaugen, 1900, Museu de Oslo
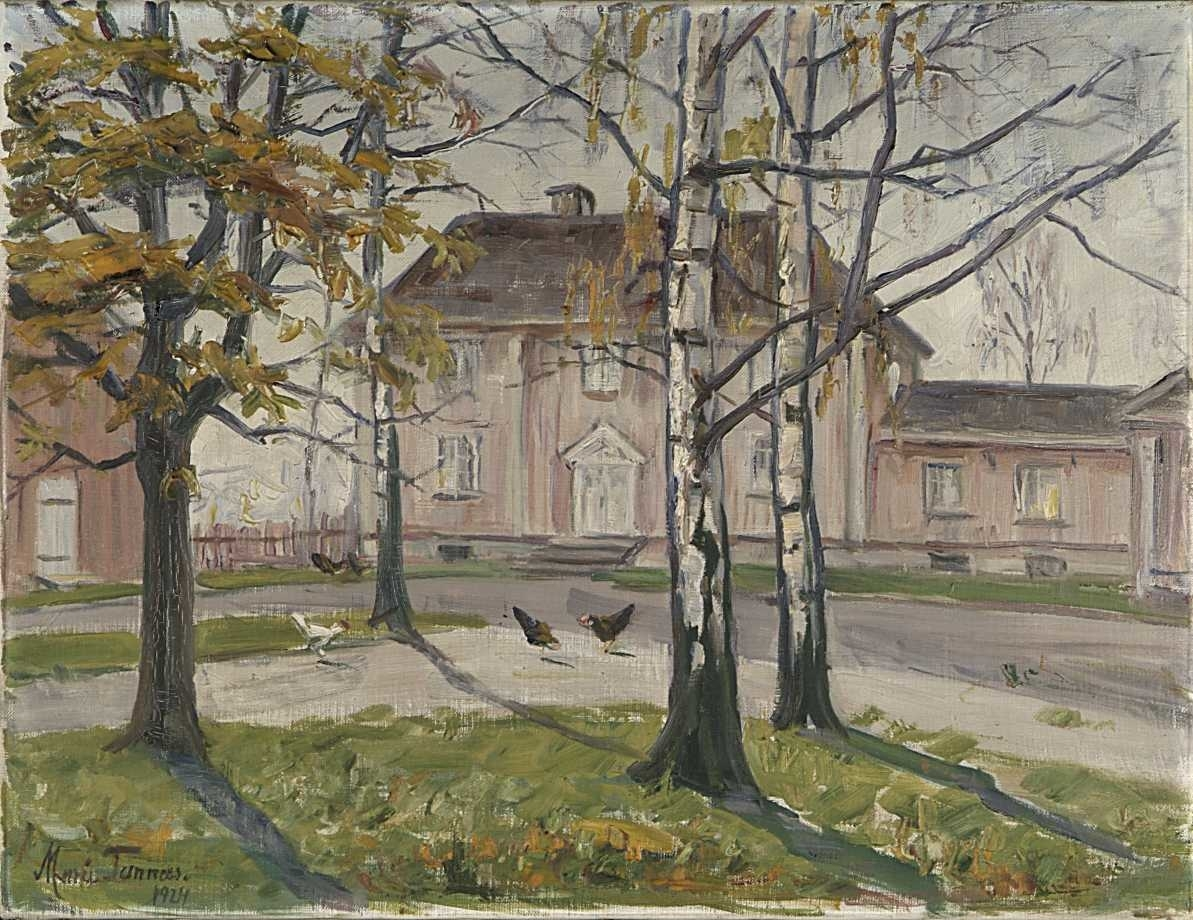
Vøyenvollen, 1924, Museu de Oslo